# Seznam italijanskih astronomov
Seznam italijanskih astronomov.

## A
- Antonio Abetti (1846 – 1928)
- Giorgio Abetti (1882 – 1982)
- Giovanni Battista Amici (1786 – 1863)
- Giuseppe Asclepi (1706 – 1776)

## B
- Roberto Battiston ? (1956 –)
- Giuseppe Biancani (1566 – 1624)
- Francesco Bianchini (1662 – 1729)
- Andrea Boattini (1969 –)
- Giovanni Alfonso Borelli (1608 – 1679)
- Giordano Bruno  (1548 – 1600)

## C
- Niccolò Cacciatore (1770 – 1841)
- Gerolamo Cardano
- Giovanni Domenico Cassini
- Bonaventura Francesco Cavalieri
- Vincenzo Cerulli (1859 – 1927)
- Andrea Milani Comparetti (1948 – 2018)

## D
- Ignazio Danti (1536 – 1586)
- Annibale de Gasparis
- Guidobaldo del Monte (1545 – 1607)
- Ercole Dembowski (1812 – 1881)
- Francesco Denza
- Giovanni Battista Donati (1826 – 1873)

## F
- Walter Ferreri (1948 –)
- Girolamo Fracastoro (1478 – 1553)

## G
- Galileo Galilei (1564 – 1642)
- Riccardo Giacconi (1931 – 2018) (ital.-am. astrofizik)
- Francesco Maria Grimaldi (1618 – 1663)

## H
- Margherita Hack (1922 – 2013) (astrofzičarka)
- Giovanni Battista Hodierna (1597 – 1660)

## L
- Joseph-Louis Lagrange
- Giuseppe Lais
- Luigi Ghiraldi Lilio

## M
- Paolo Maffei
- Gianluca Masi
- Geminiano Montanari (1633 – 1687)
- Elia Millosevich (1848 – 1919)

## N
- Domenico Maria de Novara (1454 – 1504)

## P
- Mario Pantaleo (1898 – 1989)
- Pasquale Panuzzo
- Giuseppe Piazzi (1746 – 1826)
- Giovanni Antonio Amedeo Plana (1781 – 1864)

## R
- Lorenzo Respighi (1824 – 1889)
- Giovanni Battista Riccioli (1598 – 1671)
- Annibale Riccò (1844 – 1919)

## S
- Giovanni Virginio Schiaparelli (1835 – 1910)
- Angelo Secchi (1818 – 1878)

## T
- Pietro Tacchini (1838 – 1905)

## Z
- Pavel Zlobec (1939 – 2019)
- Niccolò Zucchi (1586 – 1670)